# Kostaryka na Letnich Igrzyskach Olimpijskich 2012
Kostarykę na Letnich Igrzyskach Olimpijskich 2012, które odbyły się w Londynie reprezentowało 11 zawodników. Ne zdobyli oni żadnego medalu.
Był to czternasty start reprezentacji Kostaryki na letnich igrzyskach olimpijskich.

## Reprezentanci

### Judo
Mężczyźni
| Zawodnik      | Konkurencja | 1/16             | 1/8               | Ćwierćfinał      | Półfinał         | Repasaż 1        | Repasaż 2        | Finał            | Finał   |
| Zawodnik      | Konkurencja | Przeciwnik Wynik | Przeciwnik Wynik  | Przeciwnik Wynik | Przeciwnik Wynik | Przeciwnik Wynik | Przeciwnik Wynik | Przeciwnik Wynik | Pozycja |
| ------------- | ----------- | ---------------- | ----------------- | ---------------- | ---------------- | ---------------- | ---------------- | ---------------- | ------- |
| Osman Murillo | do 73 kg    | BYE              | Hafiz P 0003-0020 | NQ               | NQ               | NQ               | NQ               | NQ               | NQ      |

### Kolarstwo

#### Kolarstwo górskie
| Zawodnik      | Konkurencja | Czas    | Miejsce |
| ------------- | ----------- | ------- | ------- |
| Paolo Montoya | Mężczyźni   | 1:41:19 | 36.     |

#### Kolarstwo szosowe
Mężczyźni
| Zawodnik      | Konkurencja                | Czas    | Miejsce |
| ------------- | -------------------------- | ------- | ------- |
| Andrey Amador | Wyścig ze startu wspólnego | 5:46:37 | 35.     |

### Lekkoatletyka
Mężczyźni
| Zawodnik     | Konkurencja | Eliminacje | Eliminacje | Ćwierćfinał | Ćwierćfinał | Półfinał | Półfinał | Finał   | Finał   |
| Zawodnik     | Konkurencja | Wynik      | Miejsce    | Wynik       | Miejsce     | Wynik    | Miejsce  | Wynik   | Miejsce |
| ------------ | ----------- | ---------- | ---------- | ----------- | ----------- | -------- | -------- | ------- | ------- |
| Nery Brenes  | 400m        | 45.65      | 4.         | —           | —           | NQ       | NQ       | NQ      | NQ      |
| César Lizano | Maraton     | —          | —          | —           | —           | —        | —        | 2:24:16 | 65.     |

Kobiety
| Zawodniczka    | Konkurencja        | Eliminacje | Eliminacje | Ćwierćfinał | Ćwierćfinał | Półfinał | Półfinał | Finał   | Finał   |
| Zawodniczka    | Konkurencja        | Wynik      | Miejsce    | Wynik       | Miejsce     | Wynik    | Miejsce  | Wynik   | Miejsce |
| -------------- | ------------------ | ---------- | ---------- | ----------- | ----------- | -------- | -------- | ------- | ------- |
| Sharolyn Scott | 400 m przez płotki | 57.03      | 6.         | —           | —           | NQ       | NQ       | NQ      | NQ      |
| Gabriela Traña | Maraton            | —          | —          | —           | —           | —        | —        | 2:43:17 | 91.     |

### Pływanie
Mężczyźni
| Zawodnik      | Konkurencja   | Eliminacje | Eliminacje | Półfinał | Półfinał | Finał | Finał   |
| Zawodnik      | Konkurencja   | Czas       | Miejsce    | Czas     | Miejsce  | Czas  | Miejsce |
| ------------- | ------------- | ---------- | ---------- | -------- | -------- | ----- | ------- |
| Mario Montoya | 200m dowolnym | 1:51.66    | 33.        | NQ       | NQ       | NQ    | NQ      |

Kobiety
| Zawodniczka      | Konkurencja     | Eliminacje | Eliminacje | Półfinał | Półfinał | Finał | Finał   |
| Zawodniczka      | Konkurencja     | Czas       | Miejsce    | Czas     | Miejsce  | Czas  | Miejsce |
| ---------------- | --------------- | ---------- | ---------- | -------- | -------- | ----- | ------- |
| María Laura Mesa | 100m motylkowym | 1:07.01    | 42.        | NQ       | NQ       | NQ    | NQ      |

### Taekwondo
| Zawodnicy     | Konkurencja | 1/16              | Ćwierćfinał       | Półfinał          | Repasaż 1         | Repasaż 2         | Finał             | Finał   |
| Zawodnicy     | Konkurencja | Przeciwnicy Wynik | Przeciwnicy Wynik | Przeciwnicy Wynik | Przeciwnicy Wynik | Przeciwnicy Wynik | Przeciwnicy Wynik | Pozycja |
| ------------- | ----------- | ----------------- | ----------------- | ----------------- | ----------------- | ----------------- | ----------------- | ------- |
| Heiner Oviedo | 58 kg (m)   | Dienisienko P 2-5 | NQ                | NQ                | NQ                | NQ                | NQ                | NQ      |

### Triathlon
| Zawodnicy       | Konkurencja | Pływanie (1,5 km) | Zmiana 1 | Jazda na rowerze (40 km) | Zmiana 2 | Bieg (10 km) | Czas    | Pozycja |
| --------------- | ----------- | ----------------- | -------- | ------------------------ | -------- | ------------ | ------- | ------- |
| Leonardo Chacón | mężczyźni   | 17:24             | 0:42     | 1:00:19                  | 0:32     | 33:42        | 1:52:39 | 48.     |